# 罗伯特·B·迈克菲
罗伯特·B·迈克菲（Robert Breckinridge McAfee，1784年2月18日—1849年3月12日），是一名美国肯塔基州政治家，并在1824年至1828年，担任肯塔基州副州长。

## 生平
迈克菲出生于肯塔基州莫瑟郡。1795年，他的父亲在新奥尔良被杀，他成为孤儿。随后他参加美国陆军，并参加1812年战争，跟随安德鲁·杰克逊作战，并参加新奥尔良战役。
战争结束后，他返回肯塔基州，居住于哈罗兹堡，并参与州内政治。在1824年当选肯塔基州副州长之前，他一直担任肯塔基州参议院议员。1825年，在新旧法院争议中，他获得平局胜利，并成功阻止新法院的废除。随后，安德鲁·杰克逊总统任命他担任美国驻哥伦比亚代办，任期从1833年至1837年。